# Chris King (diseñador de videojuegos)
Christopher King es un diseñador y productor británico de varios videojuegos de gran estrategia, entre los que destacan Hearts of Iron, Europa Universalis IV, Victoria II y Crusader Kings II .
Ha pasado la mayor parte de su carrera trabajando en Paradox Development Studio en la mayoría de las principales propiedades intelectuales del estudio, antes de dejarlo en 2013 para fundar Crispon Games AB junto a su antiguo colega de Paradox, Pontus Aberg.
Para el año 2017, King había regresado a Paradox Development Studio para trabajar como director de juego, pero dejó el estudio por segunda vez en 2019.

## Videojuegos
Los juegos desarrollados, codesarrollados y/o producidos por Chris King son:
| Juego                                       | Lanzamiento | Notas                               |
| ------------------------------------------- | ----------- | ----------------------------------- |
| Hearts of Iron                              | 2002        | Trabajo de apoyo                    |
| victoria: An Empire Under the Sun           | 2003        | Investigación y creación de guiones |
| Crusader Kings                              | 2004        |                                     |
| Victoria: Revolutions                       | 2006        |                                     |
| Europa Universalis III: Napoleon's Ambition | 2007        | Diseño del juego                    |
| Majesty 2: The Fantasy Kingdom Sim          | 2009        | Idea del juego                      |
| Hearts of Iron III                          | 2009        | Diseño del juego                    |
| Europa Universalis III: Heir to the Throne  | 2009        | Diseño del juego                    |
| Victoria II                                 | 2010        | Diseño del juego                    |
| Europa Universalis III: Divine Wind         | 2010        | Diseño del juego                    |
| Sengoku                                     | 2011        | Diseño del juego                    |
| Crusader Kings II                           | 2012        | Diseñador del juego                 |
| Europa Universalis IV                       | 2013        | Diseño del juego                    |
| Victoria II: Heart of Darkness              | 2013        | Diseñador del juego                 |
| Galactic Inheritors                         | 2015        | Diseñador del juego                 |
| Imperator: Rome                             | 2019        | Director del juego                  |
| Empire of Sin                               | 2020        | Diseñador senior del juego          |